# Leïla Kilani
Leïla Kilani (en árabe: لَيْلَى كيلاني; nacida en 1970 en Casablanca) es una directora, guionista y productora marroquí, reconocida principalmente por sus películas Nos Lieux Interdits (2008), Zad Moultaka (2003) y Sur la planche (2011).
Sus películas a menudo exploran la naturaleza política y socioeconómica de los diferentes lugares y la mayoría de ellas están ambientadas en su país de origen. Sus documentales han retratado muchos de los problemas que se enfrentan en algunas de las regiones afectadas de Marruecos y recalcan las difíciles condiciones de vida de algunos de sus habitantes.

## Biografía
Al inicio de su carrera, Kilani grabó documentales en los que presentaba una parte de su infancia y adolescencia, por ejemplo en la película Tanger, La Reve de Bruleur (2002), la historia "presentaba una perspectiva personal de Tánger, esta frontera física, corpórea y sensual, agitada con hombres y mujeres que sueñan con un lugar mítico que no pueden encontrar de este lado de la barrera". El documental tuvo lugar en Tánger, lugar donde ella residió, y retrata gran parte de los elementos políticos de los jóvenes inmigrantes. Kilani ha mencionado que la inspiración para el documental tuvo que ver con su fascinación por España y el idioma castellano, mencionando además que el término "Bruleur" significa eliminar una identidad, específicamente la de los jóvenes inmigrantes que se presentan en la película.
Uno de sus trabajos documentales más reconocidos es la película Nos Lieux Interdits (2008), una historia que tiene lugar en los años 1970 durante el reinado de Hasán II de Marruecos y que narra vivencias de algunas familias marroquíes durante su mandato. En 2011 la cineasta estrenó su primer largometraje de ficción, Sur la planche, acerca de "dos mujeres que coquetean con el crimen en Tánger".

## Filmografía
| Título                     | Año  | Notas        |
| -------------------------- | ---- | ------------ |
| Tanger, La Reve de Bruleur | 2002 | Documental   |
| Zad Moultaka               | 2003 | Documental   |
| Nos Lieux Interdits        | 2008 | Documental   |
| Sur la planche             | 2011 | Largometraje |

## Premios y distinciones
Festival Internacional de Cine de San Sebastián
| Año  | Categoría                 | Película       | Resultado |
| ---- | ------------------------- | -------------- | --------- |
| 2010 | Premio Cine en movimiento | Sur le planche | Ganadora  |